# Eustephia armifera
Eustephia armifera är en amaryllisväxtart som beskrevs av James Francis Macbride. Eustephia armifera ingår i släktet Eustephia och familjen amaryllisväxter.
Artens utbredningsområde är Peru. Inga underarter finns listade i Catalogue of Life.